# 이오시프 스탈린의 죽음과 국장
이오시프 스탈린의 죽음과 국장

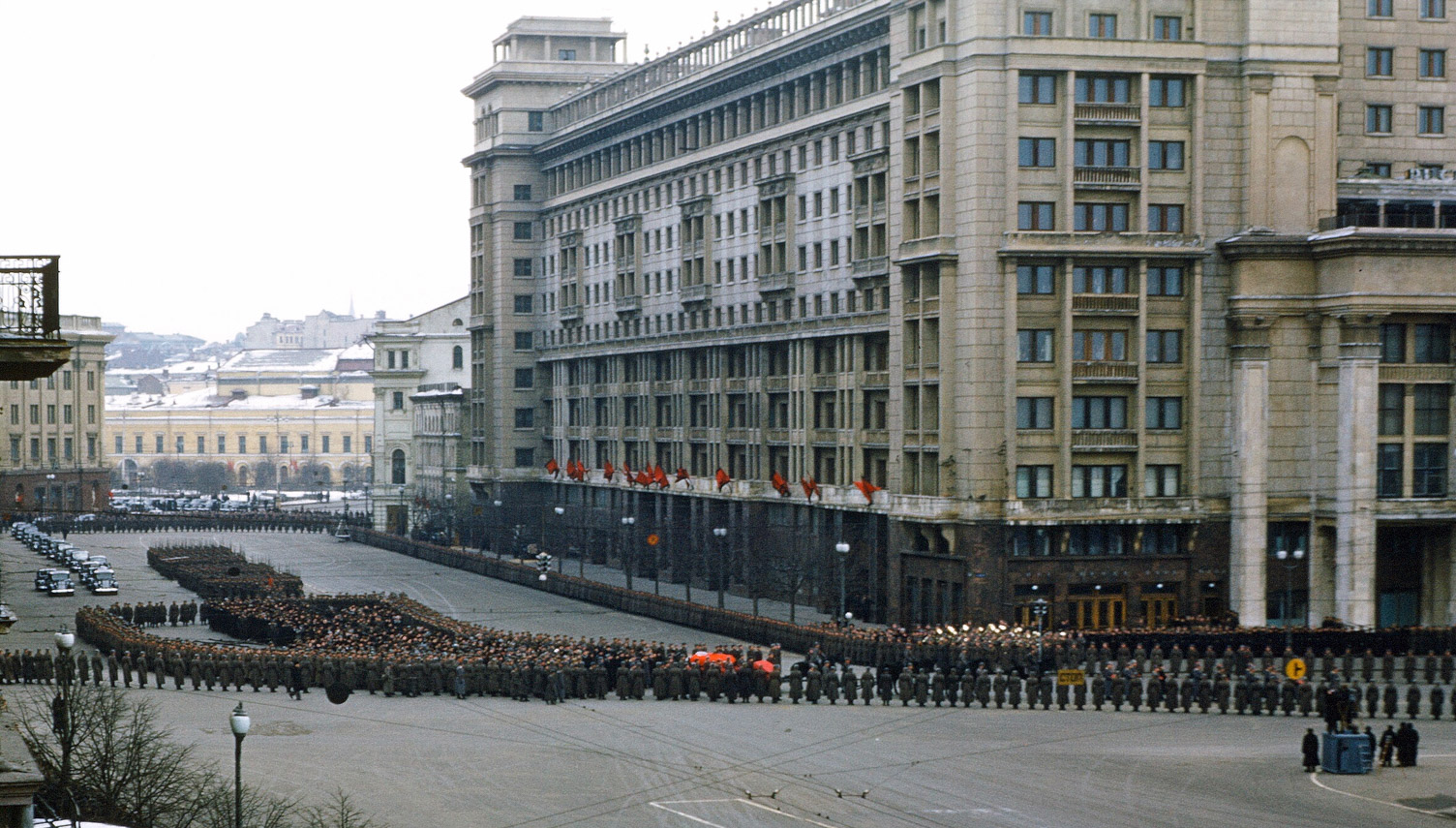

1953년 3월 1일 스탈린은 공산당 간부인 니키타 흐루쇼프 등 공산당 정치국원 4명과 만찬을 하던 도중에 쓰러져 별장에 이송되어 머무르다가 3월 5일 사망했다. 국장후 시신은 방부 처리되어 레닌 영묘에 보전하다가 나중에 화장하였다.